# راهی برای فرار نیست (فیلم ۱۹۹۳)
راهی برای فرار نیست (به انگلیسی: Nowhere to Run) یک فیلم اکشن، درام و عاشقانه آمریکایی به کارگردانی رابرت هارمون با بازی ژان-کلود ون دام که در ژانویه ۱۹۹۳ اکران سینمایی شد.

## داستان
سام گلین، (با بازی ژان کلود ون دام) یک محکوم فراری است که در زمینی کشاورزی متعلق به یک زنی جوان و بیوه مخفی می‌شود و وقتی می‌فهمد که یک پیمانکار بیرحم در تلاش برای تصاحب زمین او است، او را در مبارزه با این بی عدالتی می‌جنگد.

## بازیگران
- ژان کلود ون دم … سام گیلن
- روسانا آرکیوت … کلایدی اندرسون
- کیرن کالکین … مایک «موکی» اندرسون
- تیفانی تاوبمن … بری اندرسون
- جاس آکلند … فرانکلین هیل
- تد لواین … آقای دانستون
- ادوارد بلاتچفورد
- آنتونی استارک

## حواشی فیلم
- روسانا آرکیوت همکاری با ژان کلود ون دام را دوست نداشت و در بسیاری از مصاحبه‌ها اظهار داشت که این نقش را فقط به این دلیل بازی می‌کند که نقش‌های خوب برایش کم بوده‌است.
- نقش سام در ابتدا برای مل گیبسون در نظر گرفته شده بود.
- ژان کلود ون دام بعداً گفت: "فیلمنامه… آنقدرها هم خوب نبود. نویسنده به من گفت که قرار است همه چیز را درست کند. من در خانه اش بودم، او با من دست داد، به من قول داد، اما درست نکرد.[۳]
- موتورسیکلت سام گیلن یک تریومف بونویل تی۱۲۰ ۶۵۰ سی‌سی مدل ۱۹۶۹ است.
- دستمزد ژان کلود ون دام برای این فیلم ۳٫۵ میلیون دلار بود.[۴]

## ساخت
فیلمبرداری اصلی در ۸ ژوئن ۱۹۹۲ در دره ناپا، کالیفرنیا آغاز شد. فیلمبرداری نزدیک به یک ماه ادامه یافت و در لس آنجلس، به ویژه در استودیو سونی پیکچرز در کالور سیتی به پایان رسید.

## بازخوردها
- این فیلم بیشتر نقدهای منفی از سوی منتقدان دریافت کرد.[۵][۶][۷][۸][۹]
- در راتن تومیتوز  از رای ۲۵ منتقد با میانگین امتیاز ۴ از ۱۰ به فیلم دادند.[۱۰]
- در متاکریتیک بر اساس ۱۶ بررسی، امتیاز ۴۱ درصد را کسب کرده است.[۱۱]
- تماشاگران شرکت‌کننده در نظرسنجی سینماسکور به فیلم نمره متوسط «B+» در مقیاس A+ تا F دادند.[۱۲]
- با وجود این، فیلم طرفدارانی دارد و اکثر طرفداران آن را "یکی از بهترین فیلم‌های ون دام" می‌دانند.

### گیشه
- این فیلم در ۱۵ ژانویه ۱۹۹۳ در ۱۷۴۵ سینما اکران شد. در آخر هفته افتتاحیه‌اش، این فیلم 8.203.255 دلار به دست آورد.
- این فیلم در نهایت در ایالات متحده و کانادا ۲۲،۱۸۹،۰۳۹ دلار فروخت. این فیلم در سطح بین‌المللی عملکرد بهتری داشت و در سایر مناطق به فروش ۴۲ میلیون دلاری رسید و فروش جهانی ۶۴ میلیون دلار بود.